# Systematic Chaos
Systematic Chaos é o nono álbum de estúdio da banda de metal progressivo Dream Theater, lançado em 4 de junho de 2007 no Reino Unido e em 5 de junho de 2007 nos Estados Unidos. A versão final do CD foi terminada e a lista de faixas foi divulgada em 21 de fevereiro de 2007. A faixa "Repentance" dá continuidade à saga dos AA de Mike Portnoy, iniciada no álbum Six Degrees of Inner Turbulence com a faixa "The Glass Prison".

## Faixas
| N.º | Título                                                  | Letras        | Duração |  |
| 1.  | "In the Presence of Enemies Pt. 1" - II. "Resurrection" | John Petrucci | 9:00    |  |
| 2.  | "Forsaken"                                              | Petrucci      | 5:35    |  |
| 3.  | "Constant Motion"                                       | Mike Portnoy  | 6:55    |  |
| 4.  | "The Dark Eternal Night"                                | Petrucci      | 8:53    |  |
| 5.  | "Repentance" - IX. "Restitution"                        | Portnoy       | 10:43   |  |
| 6.  | "Prophets of War"                                       | James LaBrie  | 6:00    |  |
| 7.  | "The Ministry of the Lost Souls"                        | Petrucci      | 14:57   |  |
| 8.  | "In the Presence of Enemies Pt. 2" - VI. "Salvation"    | Petrucci      | 16:38   |  |

### In the Presence of Enemies
John Petrucci escreveu quatro das sete músicas do álbum, contando uma história de ficção em cada uma delas. A primeira música a ser gravada é o épico de 25 minutos "In the Presence of Enemies" ("Na Presença de Inimigos"), que foi descrita por John Petrucci como sendo "a epítome de uma criação do Dream Theater". Ele também descreveu a música como "muito progressiva, muito longa", também notando que foi um bom ponto de partida para as outras composições do álbum. A música foi dividida em duas partes, uma vez que foi considerada boa tanto para abrir quanto para fechar o disco. De acordo com Mike Portnoy, a banda sentiu que ela era longa demais para abrir o álbum, mas eles não queriam encerrar o álbum com uma música longa, como haviam feito no último álbum. A música, entretanto, é normalmente tocada inteira nos shows.

### Forsaken
John Petrucci disse que "Forsaken" ("Abandonado") é uma história contada através de uma "estrutura musical curta". A música fala de uma pessoa que é visitada à noite por uma vampira. Enquanto o homem acredita estar sendo levado a ver "coisas bonitas", na realidade está tendo seu sangue sugado pela vampiresa. Um videoclipe em anime foi produzido pelo estúdio japonês Gonzo e dirigido por Yasufumi Soejima, e foi lançado em 26 de janeiro de 2008. A banda deu permissão a Soejima para livre criação no design do clipe, que foi ambientado num cenário futurista.

### Constant Motion
Mike Portnoy escreveu "Constant Motion" ("Movimento Constante") como uma metáfora para o transtorno obsessivo-compulsivo. Ela contém um andamento "pesado, acelerado, apressado", que segundo Mike Portnoy simboliza o movimento constante de suas inúmeras responsabilidades, para com a banda e seus projetos paralelos. Para "Constant Motion", a banda produziu seu primeiro videoclipe em mais de uma década. A faixa foi disponibilizada para download para o jogo de videogame Rock Band.

### The Dark Eternal Night
John Petrucci escreveu "The Dark Eternal Night" ("A Eterna Noite Escura") sobre um faraó que viveu há muito tempo e retornou como um monstro para aterrorizar uma cidade. O final da música contém um solo improvisado de continuum que foi feito por Jordan Rudess enquanto a bateria estava sendo gravada. Os demais membros da banda gostaram tanto do solo que ele foi incluído definitivamente na música.

### Repentance
Mike Portnoy escreveu "Repentance" ("Penitência") como a quarta parte de sua "Suíte dos AA", uma coleção de músicas de vários álbuns do Dream Theater que falam de sua jornada nos Alcoólicos Anônimos. A música discute os passos oito e nove do tratamento, que lidam com fazer uma lista das pessoas com a qual agiu-se errado e, se possível, fazer algo direto para remediar isso. Mike Portnoy, que em 2007 encontrava-se sóbrio por 7 anos e meio, convidou seus amigos e colegas músicos Mikael Åkerfeldt, Jon Anderson, David Ellefson, Daniel Gildenlöw, Steve Hogarth, Chris Jericho, Neal Morse, Joe Satriani, Corey Taylor, Steve Vai e Steve Wilson para gravarem com suas vozes trechos pedindo desculpas, expressando arrependimento ou culpa, sinceras e de si próprios. Estas gravações foram colocadas ao longo da música. Mike Portnoy dedicou "Repentance" a "Bill W. e todos os seus amigos". Bill W. foi um dos fundadores do grupo dos Alcoólicos Anônimos. Mike Portnoy encerrou a Suíte dos AA no próximo álbum do Dream Theater, Black Clouds & Silver Linings, com a faixa "The Shattered Fortress".

### Prophets of War
"Prophets of War" ("Profetas da Guerra") foi escrita por James LaBrie, que baseou-se vagamento no livro The Politics of Truth, de Joseph C. Wilson. A letra fala de possíveis motivos além dos divulgados para a Guerra do Iraque. O título é um trocadilho, onde a palavra "prophets" (profetas) pode ser confundida com "profits" (lucros). Durante a gravação da música, Mike Portnoy sugeriu que fãs poderiam cantar certas partes do refrão. Em resposta à mensagem colocada no site da banda, cerca de 400 fãs apareceram do lado de fora do estúdio para a gravação, mas só havia espaço para 60.

### The Ministry of Lost Souls
Com quase 15 minutos de duração, "The Ministry of Lost Souls" ("O Clérigo das Almas Perdidas"), escrita por John Petrucci, fala de uma pessoa que morre enquanto salva uma mulher de se afogar. Entretanto, a mulher salva enche-se de arrependimento e culpa, até que ela consegue se reencontrar com seu salvador.

## Lançamento e promoção
Ambas as edições normal e especial de Systematic Chaos foram lançadas em 4 de junho de 2007 no Reino Unido e 5 de junho nos Estados Unidos. Quando do lançamento de seu sétimo álbum junto à gravadora Warner, o Dream Theater mostrou-se desapontado com a falta de apoio que a banda recebeu. "Nossa antiga gravadora se apoiou em nossos fãs para fazer tudo... eles poderiam ter financiado melhor as gravações e ter colocado CDs nas lojas," disse Portnoy. Em 8 de fevereiro de 2007, o Dream Theater assinou contrato com a gravadora Roadrunner para lançar o novo álbum. Systematic Chaos foi praticamente escrito e gravado na ocasião da assinatura do novo contrato. Ironicamente, a Warner comprou a Roadrunner uma semana depois de o Dream Theater ter assinado contrato.
Mike Portnoy passou um mês dirigindo e editando um documentário intitulado Chaos in Motion: The Making of Systematic Chaos, que foi lançado na edição especial do álbum. O disco bônus da edição especial também inclui uma mixagem 5.1 do álbum inteiro. O Dream Theater promoveu o álbum realizando a turnê Chaos in Motion, de 3 de junho de 2007 a 4 de junho de 2008. A turnê mundial contemplou 115 shows em 35 países. Muitos concertos foram gravados para o quarto DVD da banda, intitulado Chaos in Motion 2007/2008. A compilação dos concertos tem previsão de lançamento para 23 de setembro de 2008.

## Integrantes
- James LaBrie – vocal
- John Myung – baixo
- John Petrucci – guitarra e vocal de apoio
- Mike Portnoy – bateria, percussão e vocal de apoio
- Jordan Rudess – teclado

## Guitarras
John Petrucci utilizou a afinação padrão na maioria das faixas deste álbum, não fazendo uso de guitarra barítono (apenas a de 7 cordas em algumas faixas):
| # | Faixa                              | Guitarra | Afinação      | Comentário   |
| - | ---------------------------------- | -------- | ------------- | ------------ |
| 1 | "In the Presence of Enemies Pt. 1" | 6 cordas | E A D G B E   |              |
| 2 | "Forsaken"                         | 6 cordas | D G C F A D   | 1 tom abaixo |
| 3 | "Constant Motion"                  | 6 cordas | E A D G B E   |              |
| 4 | "The Dark Eternal Night"           | 7 cordas | B E A D G B E |              |
| 5 | "Repentance"                       | 7 cordas | B E A D G B E |              |
| 6 | "Prophets of War"                  | 6 cordas | E A D G B E   |              |
| 7 | "The Ministry of Lost Souls"       | 6 cordas | E A D G B E   |              |
| 8 | "In the Presence of Enemies Pt. 2" | 6 cordas | E A D G B E   |              |

Além disso, John Petrucci usou o amplificador Mesa Boogie Mark IV no lugar do Roadking para os sons distorcidos. Para os sons limpos, ele continuou a usar o Mesa Boogie Lonestar.